# Ящірка Валентина
Ящірка Валентина (Darevskia valentini) — представник роду скельних ящірок родини Справжні ящірки. Має 3 підвиди. Цей вид названий на честь доктора Жана Валентина (Jean Valentin) (1868–1898), природознавця в музеї Сенкенберга, Франкфурт.

## Опис
Загальна довжина 18—21 см, при цьому значну частину складає довгий хвіст. Голова помітно стиснута. Міжщелепний щиток відділений від лобоносового. Шов між лобоносовим і задньоносовим щитками не коротше шва поміж переднім та заднім носовими. Комір слабо зазубрений. По середній лінії горла є 21—39 лусок. Луска тулуба гладенька. Анальний щиток великий, попереду нього симетрично розташовується 1 великий або рідше два дрібніших преанальних. Луска, що вкриває гомілку, зверху гладенька або дуже слабко ребриста, не перевищує за розмірами луску тулуба. Навколо середини гомілки в одному рядку є 18—23 луски. Рядки з 14—20 стегнових пір доходять до згину колін.
Колір шкіри зверху тіла жовто-зелений, блакитно-зелений або зеленувато-жовтий. Чітко виражена спинна смуга складається з неправильної форми тісно розташованих чорних плям уздовж хребта. Різко виражені широкі чорні бічні смуги мають 1—3 поздовжніх рядки світлих (блакитних в області грудей) очок. Голова зверху має чорні плями неправильної форми і цяточки. У період парування черево та низ голови яскравого жовто-оранжевого забарвлення. У самців у цей час крайні бічні рядки черевних щитків та прилеглі до них ділянки тіла набувають блакитний або яскраво-синій колір.

## Спосіб життя
Полюбляє гірську місцину, скелі, окремі кам'яні брили, купи каміння на пологих схилах у гірсько-степовій і гірсько-луковий зонах на висотах 1900—3000 м над рівнем моря. Зустрічається й серед розріджені трав'янистої рослинності на відкритих схилах неподалік від каміння і скель. Ховається у щілинах скель, порожнечах під камінням і норах гризунів. Щільність становить до 19—25 дорослих особин на 1 км маршруту. Харчується комахами, дрібними безхребетними, жуками-довгоносиками, двокрилими, мурахами, метеликами, щипавками, павуками, а також молюсками.
Після зимівлі на висоті близько 2000 м з'являється наприкінці квітня — на початку травня.
Це яйцекладні ящірки. Відкладання яєць відбувається у середині червня — на початку липня. У кладці 3—8, частіше 5 яєць із середніми розмірами 14×8 мм. Молоді ящірки довжиною 26—27 мм (без хвоста) з'являються наприкінці серпня — на початку вересня.

## Поширення
Зустрічається у північно-східній Туреччині, північно-західній та центральній Вірменії та у сусідніх гірських районах Азербайджану та ізольовано у південно-східній Аджарії (Грузія).